# Lúčnica nad Žitavou
Lúčnica nad Žitavou és un poble i municipi d'Eslovàquia que es troba a la regió de Nitra, al sud-oest del país. El 2022 tenia una població estimada de 974 habitants.

## Demografia
| Godina             | 1994 | 2004   | 2014   | 2024   |
| ------------------ | ---- | ------ | ------ | ------ |
| Nombre de persones | 951  | 911    | 917    | 985    |
| Diferència         |      | −4,20% | +0,65% | +7,41% |

| Godina             | 2023 | 2024   |
| ------------------ | ---- | ------ |
| Nombre de persones | 986  | 985    |
| Diferència         |      | −0,10% |